# بزرگراه میان‌ایالتی ۷۰
بزرگراه میان ایالتی ۷۰(به انگلیسی: Interstate-70، مخفف:I-70) یکی از بزرگراه‌های میان ایالتی آمریکاست. که مسیر شرقی-غربی داشته و زیرمجموعه دارد. این بزرگراه، از بزرگترین بزرگراه‌های آمریکاست.